# Desmodium leptoclados
Desmodium leptoclados är en ärtväxtart som beskrevs av William Botting Hemsley. Desmodium leptoclados ingår i släktet Desmodium och familjen ärtväxter. Inga underarter finns listade i Catalogue of Life.